# Octonchus marinus
Octonchus marinus är en rundmaskart som först beskrevs av Schulz 1932.  Octonchus marinus ingår i släktet Octonchus och familjen Oncholaimidae. Arten är reproducerande i Sverige. Inga underarter finns listade i Catalogue of Life.